# کوتکا ۲۷۳۷
سیارک ۲۷۳۷ (به انگلیسی: 2737 Kotka، نامگذاری:1938DU) دو هزار و هفتصد و سی و هفتمین سیارک کشف شده‌است که در ۲۲ فوریه ۱۹۳۸ کشف شد.
قدر مطلق سیارک برابر ۱۱٫۹۰ است.